# Torun Eriksen
Torun Eriksen (Lunde, 8 gennaio 1977) è una cantante norvegese.

## Biografia
Torun Eriksen è cresciuta cantando in vari cori gospel; all'età di 19 anni ha iniziato a esibirsi come solista. Nel 2003 ha firmato un contratto discografico con l'etichetta Jazzland Recordings, su cui ha pubblicato il suo album di debutto, Glittercard. Il suo secondo album, Prayers & Observations, è stato il suo primo ingresso nella classifica norvegese, dove ha raggiunto la 32ª posizione.

## Discografia

### Album
- 2003 – Glittercard
- 2006 – Prayers & Observations
- 2010 – Passage
- 2010 – Sanger om glede og fred (con Frøydis Grorud)
- 2013 – Visits
- 2016 – Grand White Silk
- 2018 – Luxury and Waste

### Album live
- 2019 – Live in Bremen (con Erlend Skomsvoll e l'Ensemble Denada)

### Singoli
- 2003 – Glittercard
- 2003 – From Day to Day